# Hannonia echinata
Hannonia echinata är en havsspindelart som beskrevs av Stock, J.H. 1990. Hannonia echinata ingår i släktet Hannonia och familjen Callipallenidae. Inga underarter finns listade i Catalogue of Life.